# Hollis B. Chenery
Hollis Burnley Chenery (Richmond, 6 de enero de 1918-Santa Fe, 1 de septiembre de 1994) fue un economista estadounidense conocido por su contribución pionera en el campo de la economía del desarrollo.

## Biografía

### Primeros años
Nació en Richmond, hijo de Christopher Chenery, un hombre de negocios y jinete. Se educó en Virginia, Pelham Manor, y obtuvo una licenciatura en matemáticas por la Universidad de Arizona en 1939, una licenciatura en ingeniería por la Universidad de Oklahoma en 1941 y una maestría en ingeniería por el Instituto Tecnológico de California en 1943. Sirvió en las Fuerzas Aéreas del Ejército de Estados Unidos durante la Segunda Guerra Mundial. Después de la guerra obtuvo una maestría en Economía por la Universidad de Virginia en 1947 y un doctorado en economía por la Universidad de Harvard en 1950. Su tesis doctoral, titulada Bases de ingeniería del análisis económico, fue escrita bajo la dirección de Wassily Leontief.

### Carrera
Trabajó como profesor de economía en la Universidad Stanford de 1952 a 1961, fue becario Guggenheim en 1961 y ese mismo año se unió a la Agencia de los Estados Unidos para el Desarrollo Internacional, donde posteriormente ascendió hasta convertirse en administrador asistente.
En 1965, se convirtió en profesor de economía en la Universidad de Harvard. Su artículo de 1966 con Alan Strout, "Foreign assistance and economic development", proporcionó una teoría macroeconómica de la eficacia de la ayuda al desarrollo que siguió siendo, durante los siguientes 20 años o más, el modelo más explícito disponible.
Trabajó como vicepresidente de políticas de desarrollo del Banco Mundial desde 1972 hasta 1982. Durante su tiempo en el Banco supervisó un aumento en la capacidad de investigación. Aunque su trabajo anterior había contribuido a fijar el enfoque de la ayuda en objetivos de crecimiento económico general, en la década de 1970 investigó formas en las que este crecimiento podría tener lugar de tal manera que beneficiara a las personas vulnerables. Esta investigación –que se publicó especialmente en el libro Redistribución con crecimiento de 1974– ayudó al Banco a adoptar un enfoque más centrado en la pobreza a mediados y finales de los años setenta.
Su trabajo fue de amplio alcance, pero podría resumirse en el análisis de patrones de desarrollo, el uso de un modelo de dos brechas y un análisis multisectorial.

### Vida personal
Su hermana fue la jinetista Penny Chenery quien corrió a Secretariat en nombre de la familia. Secretariat se convirtió en el primer caballo en 25 años en ganar la Triple Corona estadounidense, con victorias récord en el Derby de Kentucky, el Preakness y el Belmont Stakes. La historia del caballo fue contada en la película Secretariat del 2010 y su personaje fue interpretado por Dylan Baker.

## Publicaciones seleccionadas
Sus principales obras incluyen:
- Chenery, Hollis. (1952). El exceso de capacidad y el principio de aceleración., econométrica
- Abramovitz, Moses (1959), «The welfare interpretation of secular trends in national income and product»,  en Abramovitz, Moses, ed., The allocation of economic resources: essays in honor of Bernard Francis Haley, Stanford, California: Stanford University Press, OCLC 490147128..
- Chenery, Hollis; Clark, P. (1959). Economía interindustrial.
- Chenery, Hollis. (1960). Patrones de crecimiento industrial., Revista económica estadounidense
- Chenery, Hollis. (1961). Ventaja comparativa y política de desarrollo., Revista económica estadounidense
- Chenery, Hollis; Trucha, A. (1966). Ayuda exterior y desarrollo económico., Revista económica estadounidense
- Chenery, Hollis; et al. (1971). Estudios en planificación del desarrollo.
- Chenery, Hollis; et al. (1974). Redistribución con crecimiento: una aproximación a la política.
- Chenery, Hollis; Syrquin, R. (1975). Patrones de desarrollo, 1950-1970.
- Chenery, Hollis. (1975). Un enfoque estructuralista de la política de desarrollo, 1975., Revista económica estadounidense
- Chenery, Hollis. (1979). Cambio estructural y política de desarrollo.
- Chenery, Hollis. (1983). Interacción entre teoría y observación, desarrollo mundial.